# Troebnaja
Troebnaja (Russisch: Трубная uitspraakⓘ) is een station aan de Ljoeblinsko-Dmitrovskaja-lijn van de Moskouse metro.
Het ligt aan het eerste deel van de lijn dat binnen de Koltsevaja-lijn is gebouwd en op 30 augustus 2007 werd geopend. De naam betekent De pijp hetgeen verwijst naar de overkluizing van de Neglinnaja die in het begin van de 19e eeuw is gebouwd en boven het station onder het plein loopt.

## Geschiedenis
In 1931 was er al een plan voor een station bij het Troebnajaplein. Destijds was er sprake van een dienst met elektrische voorstadstreinen. In 1932 lag er een plan voor vijf metrolijnen waarin Troebnaja aan de Dzerzjinsko-Zamoskvoretski lijn, tussen noord en zuid, lag. Na een advies van Britse experts in 1934 kwam het station aan de Rogozjski-Krasnopresnenski-lijn te liggen, die langs de noordrand van het centrum oost en west zou verbinden. Deze lijnen werden echter niet opgenomen in de bouwplannen onder Stalin. Wel was er een plan voor de ringlijn met een variant, de kleine ringlijn, onder de Boulevardring die ook Troebnaja zou aandoen. In 1940 was er zelfs sprake van dat Troebnaja overstap zou worden tussen de Rogozjski-Krasnopresnenski en een lijn tussen het zuidoosten en het noorden. In 1943 werd het tracé van de Koltsevaja-lijn vastgesteld die ruimer om het centrum kwam te liggen. Na het overlijden van Stalin in 1953 werden de plannen voor de metro herzien. In 1957 werd Troebnaja voorgesteld als overstappunt tussen de noord-zuid lopende Kaloezjsko-Timirjazevskaja-lijn en de Serpoechovsko- Rizjskaja-lijn. In1958 lag er een gewijzigd voorstel waarin de Kaloezjsko-Rizjskaja-lijn was opgenomen en de Timirjazevsko en Serpoechovsko radii waren geschrapt. Troebnaja was niet langer overstappunt maar een station aan de Kaloezjsko-Rizjskaja-lijn. In 1965 werd de bouw van de Troebnaja-radius tussen Dzerzjinskaja en Novoslobodskaja voorgesteld als noordelijke verlenging van de Zjadanovsko-radius die op dat moment werd gebouwd. Deze verlenging werd echter uitgesteld en in 1968 afgeblazen. Het tracé van de Kaloezjsko-Rizjskaja-lijn tussen Plosjsjad Nogina en Prospekt Mira werd oostelijker gelegd, zodat Troebnaja wederom buiten de boot viel. In 1971 werd alsnog een tweede noord-zuid lijn voorgesteld, de Serpoechovsko-Timirjazevskaja-lijn. Aanvankelijk zou de Troebnaja-radius deel worden van de lijn maar wijzigingen rond lijn 7 leidden tot een westelijker traject met station Tsvetnoj Boelvar vlak ten noorden van het Troebnajaplein. In de vanaf 1984 geplande Ljoeblinsko-Dmitrovskaja-lijn werd Troebnaja als overstap op de Serpoechovsko-Timirjazevskaja-lijn opgenomen. Tsvetnoi Boelvar werd in 1988 geopend en in 1990 begonnen de werkzaamheden aan station Troebnaja. Destijds werd verwacht dat in 1992 het station zou worden opgeleverd. Door een gebrek aan bekostiging, na het uiteenvallen van de Sovjet-Unie in december 1991, kwamen de bouwactiviteiten op een laag pitje te staan. In 2000 werden alle bouwactiviteiten gestaakt en pas in 2005 hervat. Vanaf 27 augustus 2007 werden proefritten gehouden in de nieuwe tunnels tussen Troebnaja en Tsjkalovskaja. Op 30 augustus 2007 ging om 11:20 uur de reizigersdienst van start. Door vertraging bij de bouw van de toegangsschachten werd het tussenliggende Sretenski Boelvar pas vier maanden later geopend. Ten zuiden van het station inde richting van Sretenski Boelvar werd de minimaal toegestane boogstraal van 500 meter in plaats van de standaard 600 meter toegepast om een veilige afstand tot het Geboorte van de Moeder Gods-klooster aan te houden. Troebnaja is het 173e station van de Moskouse metro en was ook het eerste station dat, na een periode van 19 jaar, weer werd geopend binnen de Koltsevaja-lijn. In verband met de aanvankelijke functie als eindpunt van de lijn liggen overloopwissels waar de metro's uit het zuiden kunnen omkeren. Sinds de verlenging van de lijn naar het noorden worden deze alleen nog gebruikt voor diensttreinen en in noodgevallen.

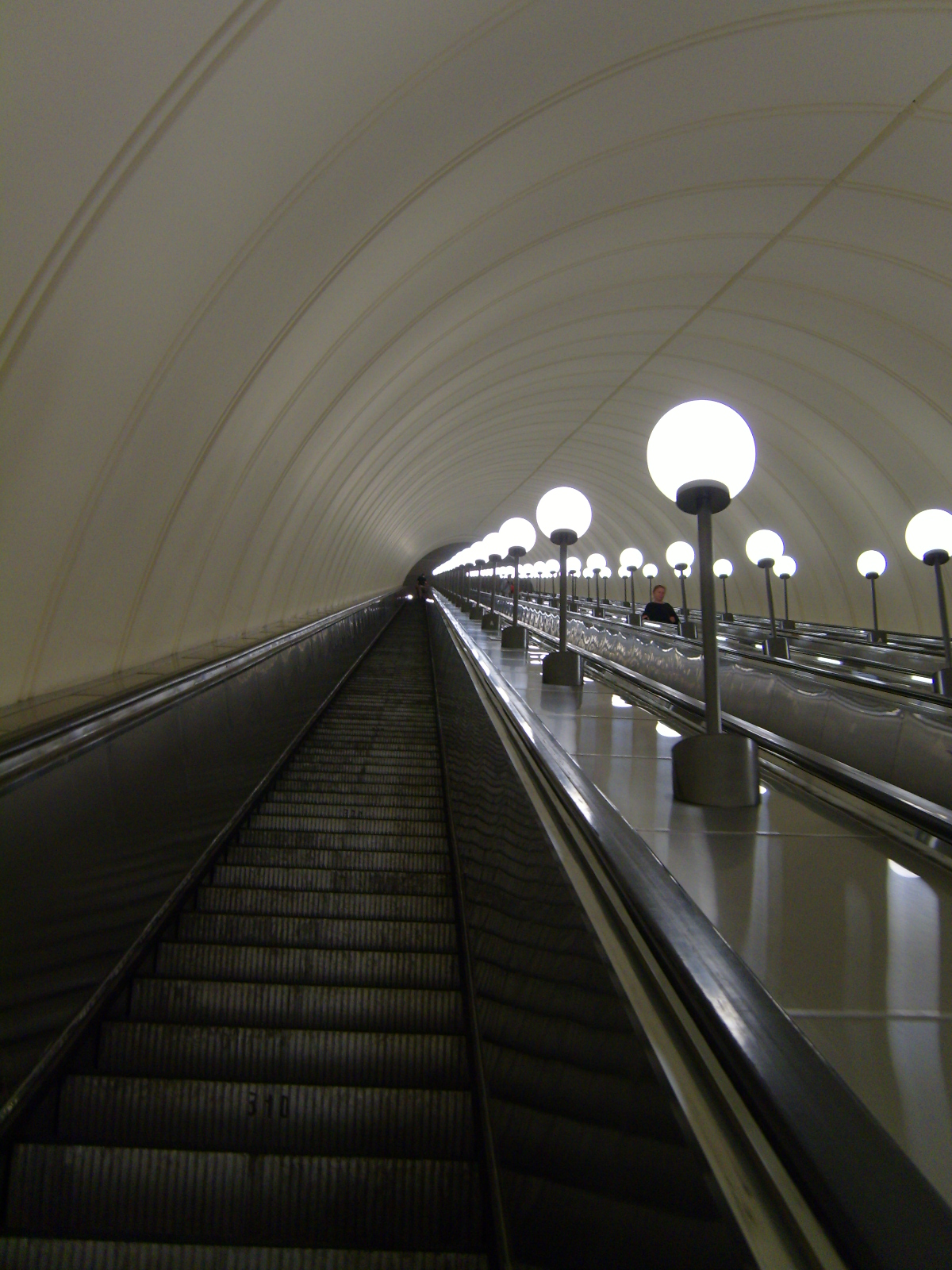
De roltrappen
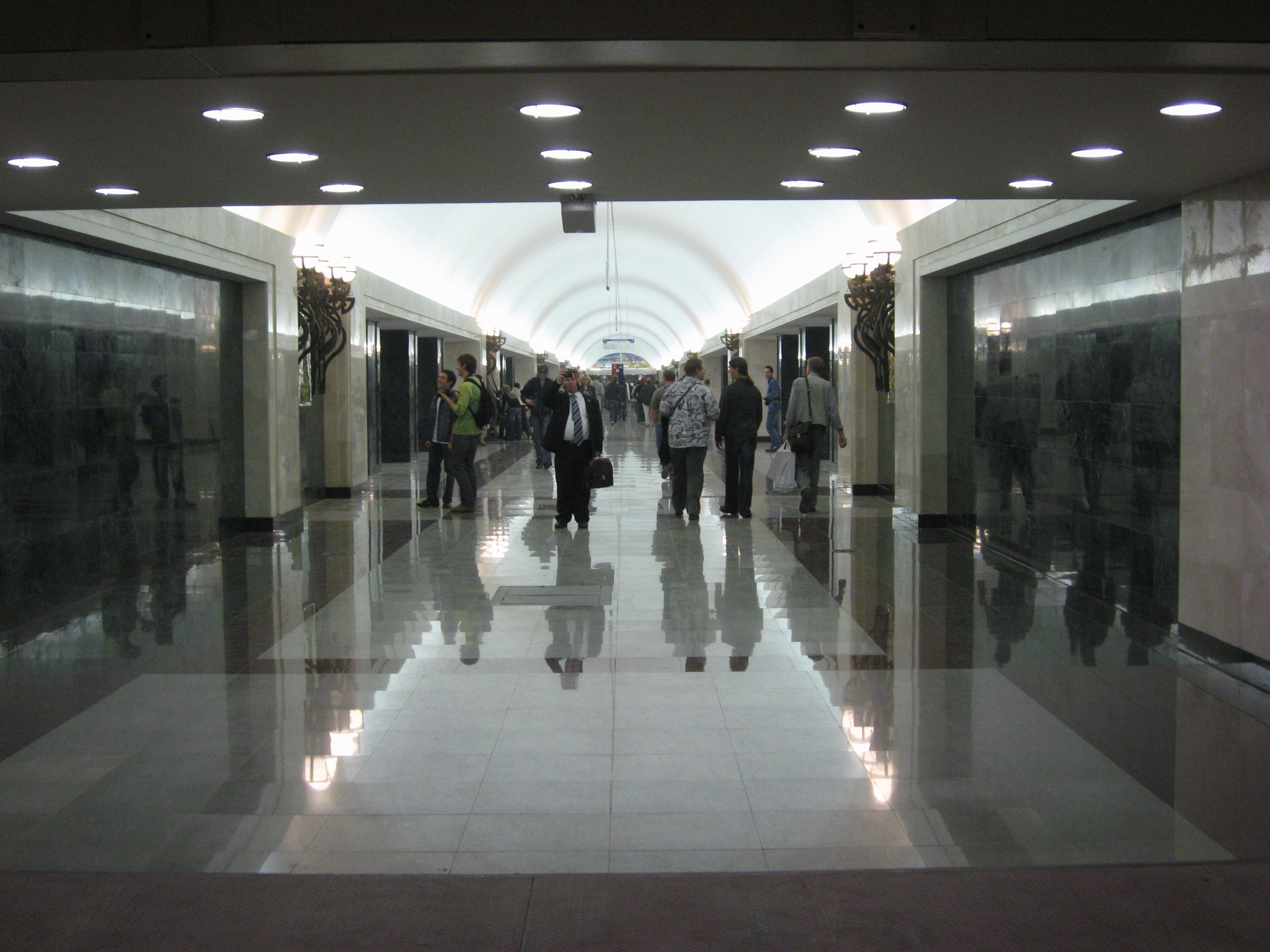
De middenhal gezien vanaf de roltrappen
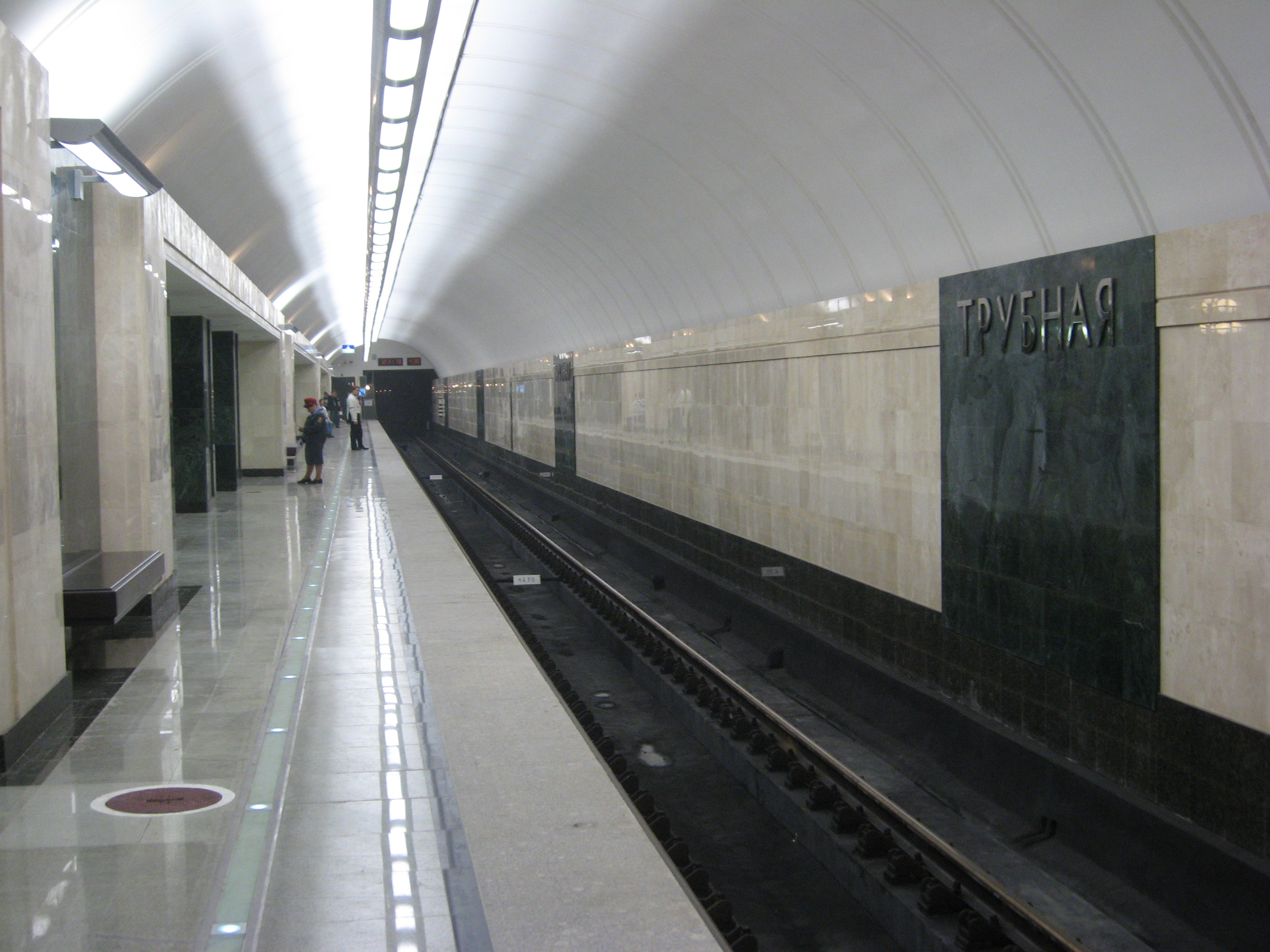
Het perron

## Ligging en inrichting
Het station heeft een ondergrondse verdeelhal met drie toegangen op het Troebnajaplein. De verdeelhal is met vier roltrappen verbonden met de zuidkant van het kolommenstation op 60 meter diepte. Aan de noordkant van het perron zijn eveneens roltrappen die de verbinding vormen met een hal boven de tunnels van de Serpoechovsko-Timirjazevskaja-lijn. Het perron van Tsvetnoj Boelvar, op 50 meter diepte, is met deze hal verbonden via een vaste trap. De middenhal en de twee perronhallen zijn, net als eerder gebouwde stations van de lijn, gebouwd op een bodemplaat van gewapend beton in plaats van als drie geboorde parallelle buizen. Voor het grootste deel is er sprake van een kolommenstation al is iedere vijfde ruimte tussen de kolommen opgevuld met een dragende muur ten behoeve van de sterkte van de constructie. De afstand tussen de kolommen is vier meter, de middenhal heeft een diameter van 9,5 meter en de perronhallen hebben een diameter van 8,5 meter elk. De gewelven, die geprefabriceerd zijn in Tver, zijn gemaakt van witte glasvezel en dienen tevens als afdichting tegen het grondwater. In totaal zijn er tien portalen met elk vier doorgangen tussen de middenhal en de perrons. De twaalf dragende muren bevinden zich tussen de portalen. De tunnelwanden, portalen en kroonlijsten zijn bekleed met lichtgekleurd Italiaans marmer, terwijl de kolommen en de dragende muren bekleed zijn met donkergroen marmer. De vloer bestaat uit verschillende soorten graniet, lichtgrijs en zwart Mansoervski en Keizerlijk rood, dat in een zich herhalend patroon is gelegd. Het gewelf wordt boven de portalen aangelicht door witte tl-verlichting die op de kroonlijsten is geplaatst, boven de dragende muren is gele tl-verlichting geplaatst om het gewelf aan te lichten. Aan de kant van de middenhal zijn voor de dragende muren bankjes geplaatst met aan de zijkant bolvormige lampen zoals die bovengronds ook langs boulevards zijn te vinden. Na proefnemingen in Mezjdoenarodnaja kreeg Troebnaja als eerste de serieproductie van een led-lijn in de rand van het perron om de veilige afstand aan te geven.

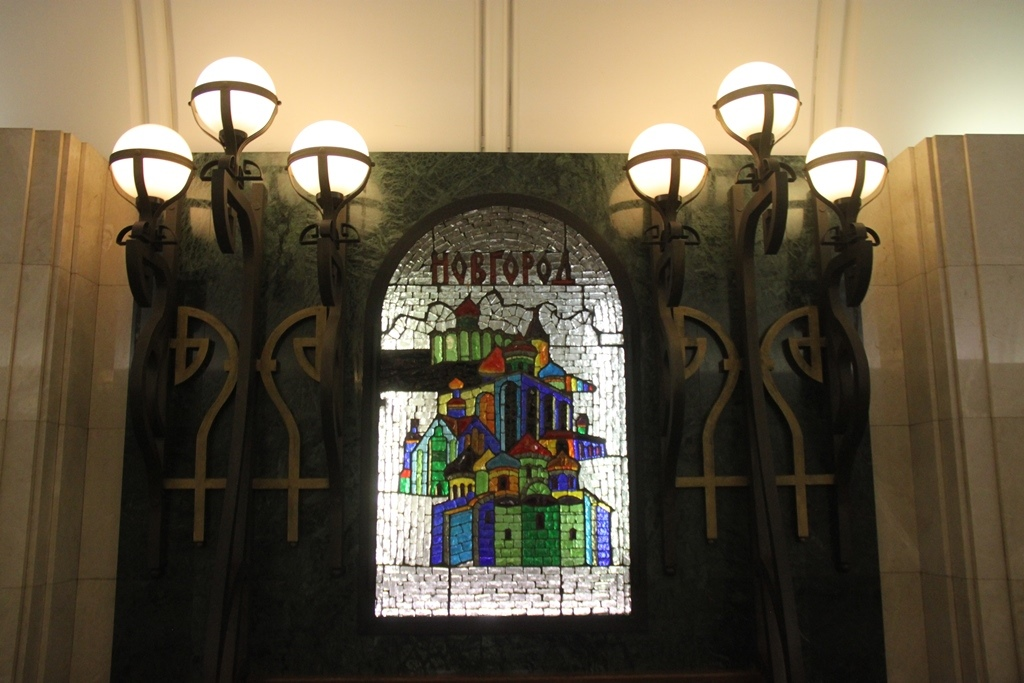
Novgorod
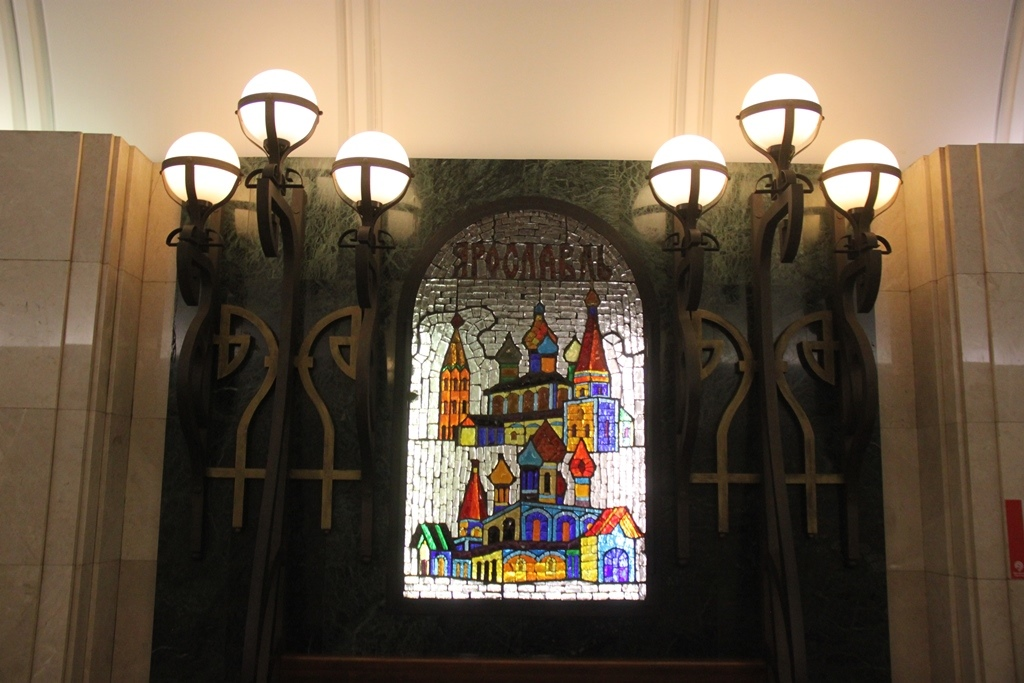
Jaroslavl
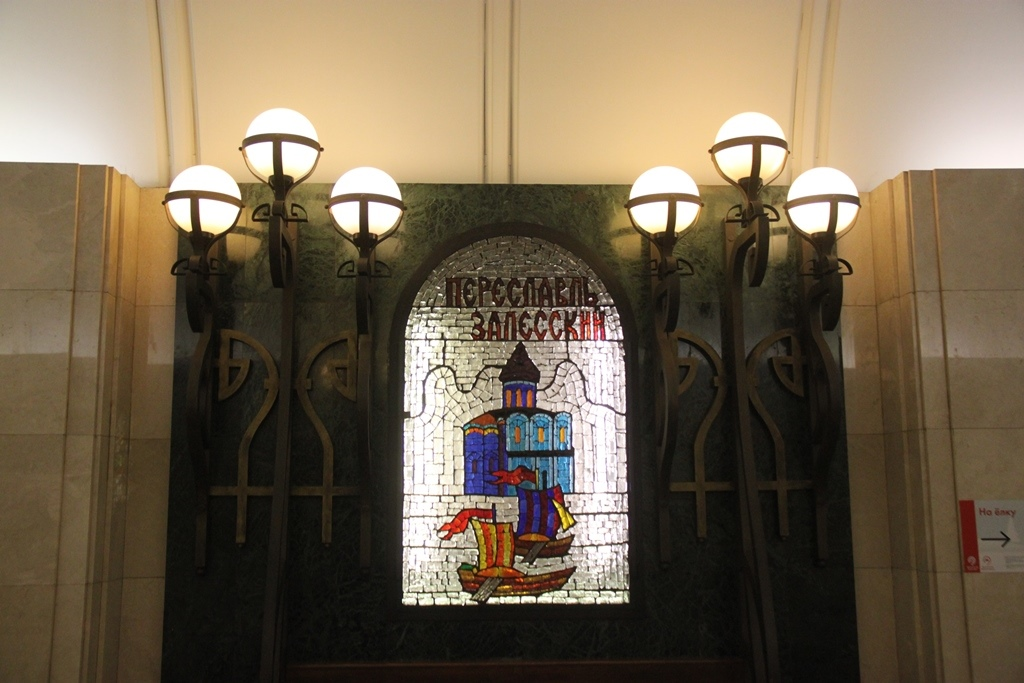
Pereslavl-Zalesski
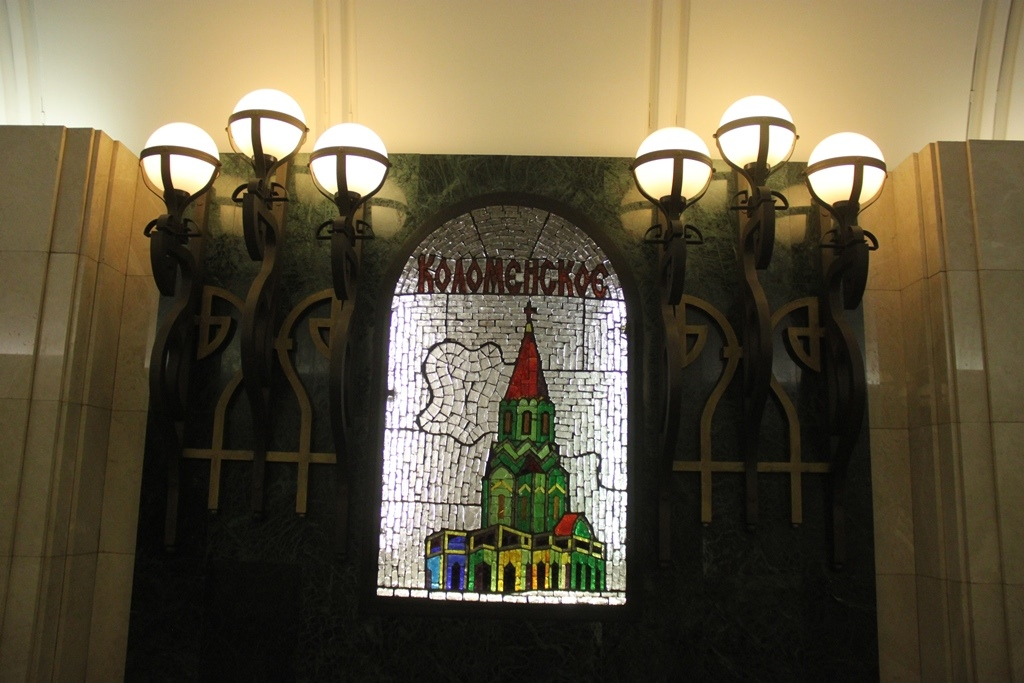
Kolomenskoje
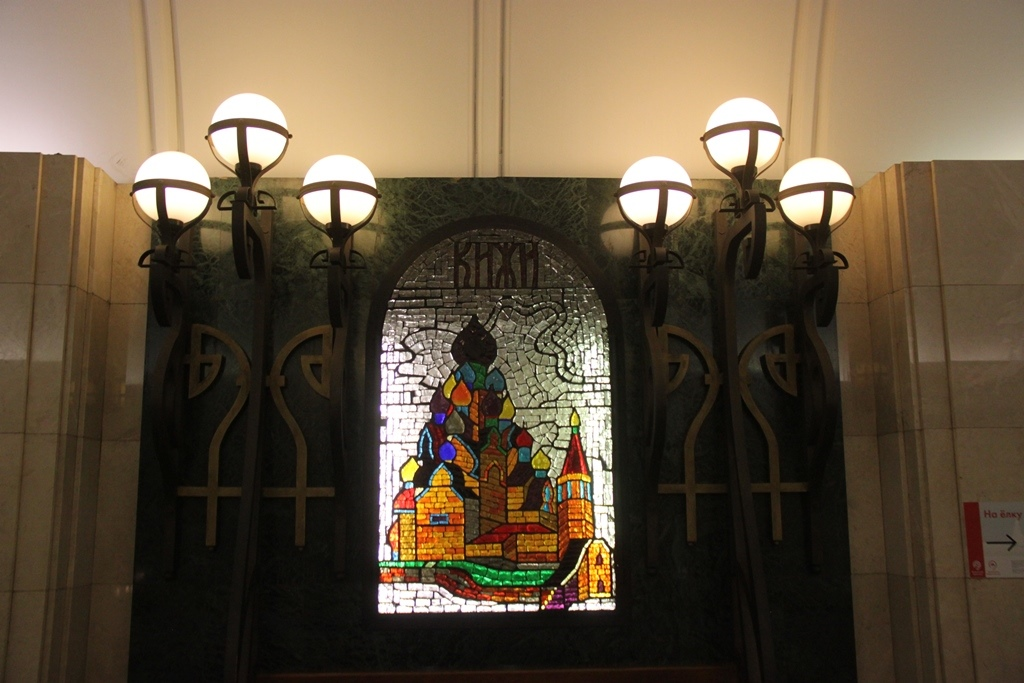
Kizji
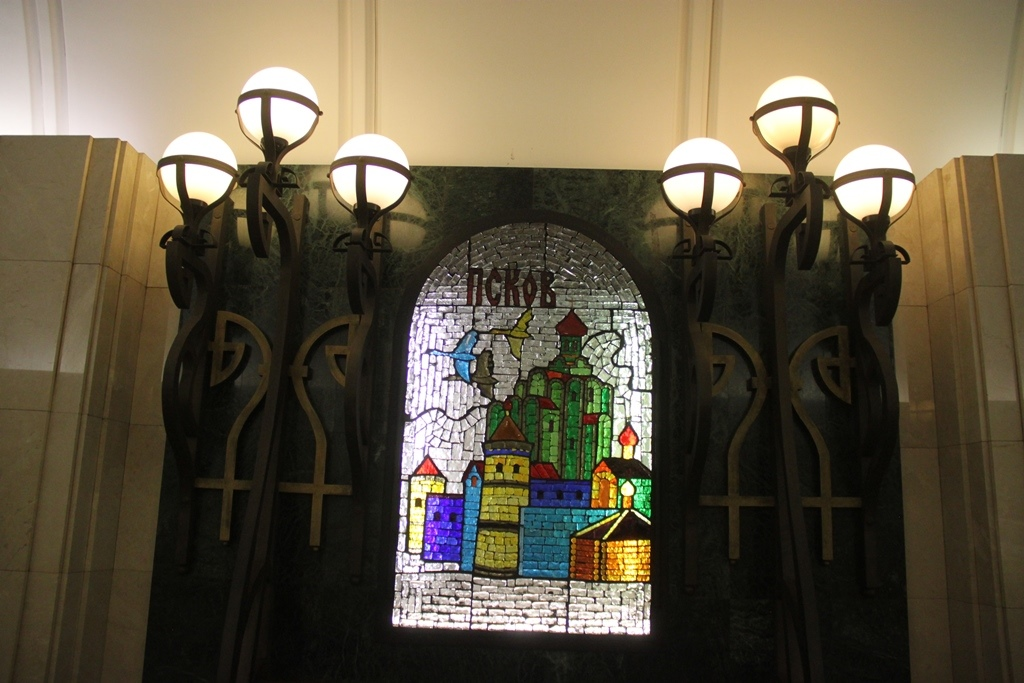
Pskov
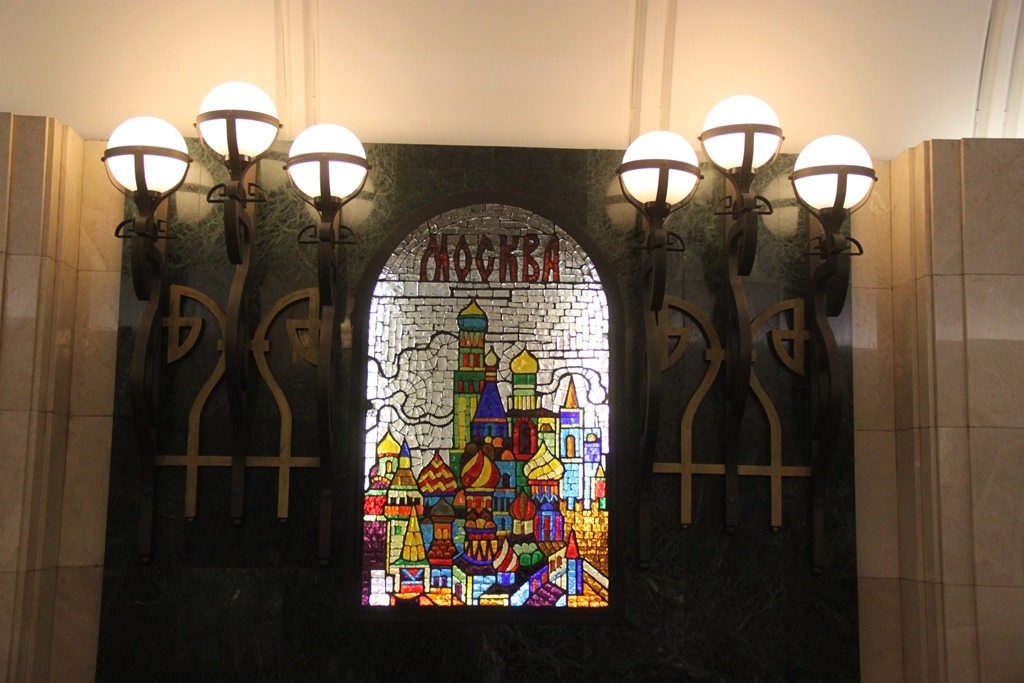
Moskou

Het station zou aanvankelijk worden opgesierd rond het thema “Het oude Moskou”. De aangeworven kunstenaar/beeldhouwer, Zoerab Tsjereteli, stond er echter op om ook de architectuur van oude Russische steden te laten zien. De raad voor de kunsten steunde zijn voorstel en Tsjerteli verwezenlijkte het in 12 glas-in-loodmozaïeken die op de dragende muren boven de bankjes werden opgehangen. De mozaïeken maakten indruk bij de reizigers, maar de afgebeelde kerken waren niet voorzien van kruisen. Het publiek bevestigde zelf kruisen rond en op de mozaïeken. Omdat dit geen nadelige invloed had op de inrichting van het station heeft de metrodirectie deze wijzigingen ongemoeid gelaten. Boven de zuidelijke roltrap hangt een stadsgezicht van Moskou, boven de noordelijke roltrap hangt een vergelijkbaar paneel met Rusland buiten de stad.

## Reizigersverkeer
In zuidelijke richting kunnen reizigers op even dagen vanaf 5:46 uur de metro nemen, op oneven dagen is dit pas 11 minuten later. In noordelijke richting vertrekt de eerste metro op oneven dagen om 5:53 uur. Op even dagen door de week is dit 5:51 uur en in het weekeinde om 5:52 uur.